# Generations (album)
Generations – trzeci album studyjny holenderskiego duetu muzycznego R'n'G, wydany w 2006 roku przez Universal Music Group.

## Lista utworów
Źródło: Discogs
| Nr  | Tytuł                            | Długość |
| --- | -------------------------------- | ------- |
| 1.  | „I’m in Love”                    | 3:25    |
| 2.  | „If You Sexy”                    | 3:22    |
| 3.  | „Ochie Walla”                    | 3:22    |
| 4.  | „Heartbeat Radio”                | 3:25    |
| 5.  | „Senorita”                       | 3:05    |
| 6.  | „This Is My Life”                | 3:27    |
| 7.  | „You're Not Alone”               | 3:36    |
| 8.  | „Only You”                       | 4:01    |
| 9.  | „Whoop D Whoop”                  | 3:52    |
| 10. | „I Got 5”                        | 3:38    |
| 11. | „Oh No (Work It)”                | 3:41    |
| 12. | „Give It to Me Baby”             | 2:57    |
| 13. | „I’m in Love” (Extended 101 Mix) | 2:57    |